# Jean-Marie de L'Isle
Pour les articles homonymes, voir L'Isle.
Léon Mécène Marié de L'Isle dit Jean Marié de L'Isle ou Jean-Marie de L'Isle, né le 14 janvier 1871 dans le 18e arrondissement de Paris et décédé le 25 avril 1948 à Gagny, est un acteur français.

## Biographie
Il est le petit-fils du musicien et chanteur d'opéra Claude-Marie-Mécène Marié de L'Isle (1811-1879).
Il repose au cimetière du Centre d'Argenteuil.

## Filmographie
- 1908 : Le Chercheur d'oubli (anonyme) : Jean Marly
- 1908 : Beethoven de Victorin Jasset
- 1909 : Le Capitaine Fracasse de Victorin Jasset : Le capitaine Fracasse
- 1909 : Don César de Bazan de Victorin Jasset : Don José
- 1909 : La Filleule de Louis XI (anonyme)
- 1909 : La Flèche magique (anonyme)
- 1909 : Les Mystères de Paris de Victorin Jasset
- 1909 : Le Roman d'un jeune homme riche de Victorin Jasset
- 1909 : Sacrifice humain (anonyme)
- 1909 : Le Troubadour (anonyme)
- 1909 : Un complot sous Louis XIII (anonyme)
- 1909 : La Prophétie de Victorin Jasset
- 1909 : Après la chute de l'aigle de Victorin Jasset ou Émile Chautard
- 1910 : Hérodiade de Victorin Jasset : Jean-Baptiste
- 1910 : Pirates et boucaniers de Victorin Jasset
- 1910 : Lettres d'amour de Victorin Jasset ou Camille de Morlhon
- 1912 : Pour la couronne d'Henri Pouctal
- 1913 : Denise d'Henri Pouctal
- 1913 : L'Infamie d'un autre de Camille de Morlhon
- 1913 : Le Secret de l'orpheline de Camille de Morlhon : Raymond Mausset
- 1913 : Une brute humaine de Camille de Morlhon : Sartigny
- 1914 : L'Infirmière d'Henri Pouctal
- 1914 : Le Serment de Dolorès de Gérard Bourgeois
- 1915 : Dette et haine d'Henri Pouctal
- 1915 : La Flambée d'Henri Pouctal : Glogan
- 1915 : En détresse d'Henri Pouctal
- 1916 : La Faute d'une mère (anonyme) : M. de Pressac
- 1916 : Debout les morts ! d'Henri Pouctal et Léonce Perret
- 1916 : L'Instinct d'Henri Pouctal
- 1916 : Le Lotus d'or de Louis Mercanton : M. Méricourt
- 1916 : Volonté d'Henri Pouctal
- 1916 : Jeanne Doré de René Hervil et Louis Mercanton : Robert Doré
- 1917 : Le Capitaine noir de Gérard Bourgeois
- 1920 : La Chambre des souvenirs de Pierre Marodon
- 1930 : Méphisto d'Henri Debain et Nick Winter : Le juge d'instruction (film tourné en 4 époques)
- 1931 : Ma cousine de Varsovie de Carmine Gallone : Le docteur
- 1931 : Paris Béguin d'Augusto Genina : Un inspecteur
- 1931 : Passeport 13.444 de Léon Mathot : Le baron Herman
- 1934 : Les Misérables de Raymond Bernard : L'avocat général (film tourné en trois époques)
- 1937 : Boissière de Fernand Rivers

## Théâtre
- 1903 : Germinie Lacerteux d'Edmond de Goncourt, Théâtre du Vaudeville
- 1905 : Les Ventres dorés d'Émile Fabre, Théâtre de l'Odéon
- 1933 : Tovaritch de Jacques Deval, mise en scène de l'auteur, Théâtre de Paris